# Merriweather Post Pavilion
Merriweather Post Pavilion ist das achte Studioalbum der amerikanischen Experimentalband Animal Collective. Es erschien im Januar 2009 auf Domino Records.
Das Album ist nach der Konzerthalle Merriweather Post Pavilion in Columbia (Maryland) benannt. Mit fast 55 Minuten Länge ist das Album das längste Album der Band seit dem Debütalbum Spirit They’re Gone, Spirit They’ve Vanished. Der Plan, im eigentlichen Merriweather Post Pavilion nach der Albenveröffentlichung aufzutreten, musste aufgegeben werden.
Merriweather Post Pavilion gilt für die Presse als eines der besten Alben 2009.

## Hintergründe

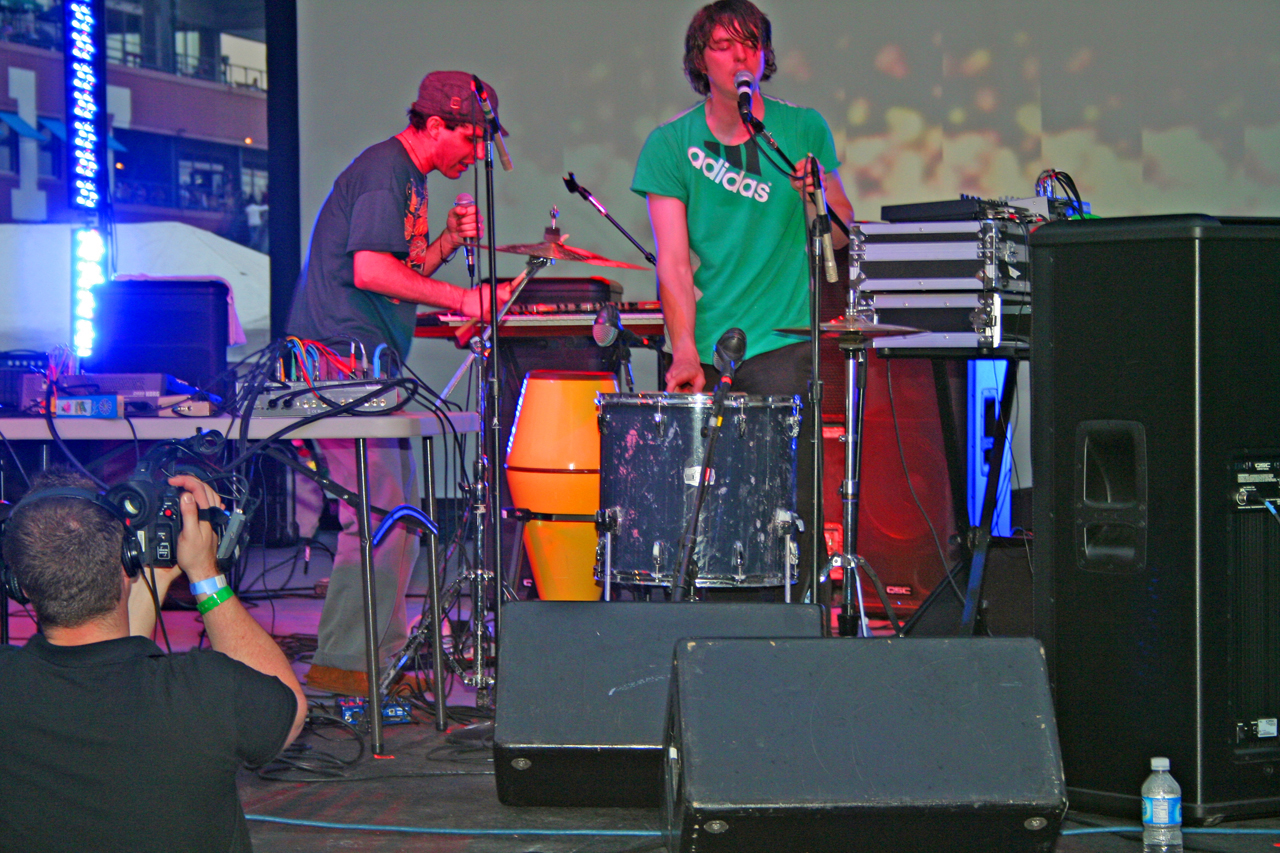
Animal Collective live, 2007

Nachdem die Band im Januar 2007 Strawberry Jam aufnahm, entschied sich der Gitarrist Deakin (Josh Dibb) für eine Auszeit von der Band aufgrund nicht näher bekannter privater Gründe. So schrieb die Band ein paar neue Songs, welche ohne Gitarre gespielt werden konnten. Die Band nutzte - inspiriert von Panda Bear's erstem Soloalbum Person Pitch - Sampler als Hauptinstrumente. Die Gruppe präsentierte neun dieser Songs erstmals im Mai 2007 und tourte mit ihnen 2008. Die meisten dieser Lieder waren letztendlich dann auch auf dem Album vertreten.

## Entstehungsgeschichte
Um das achte Studioalbum aufzunehmen, ersuchten Animal Collective die Hilfe von Ben H. Allen als Co-Produzent. In einem Interview mit dem Baltimore City Paper gab Allen an, dass die Band ihn "aufgrund meiner Arbeit mit Gnarls Barkley" gewählt habe und sie "meine einfache Fachkompetenz" haben wollten. Laut dem Bandmitglied Brian Weitz (Geologist) war die Band zwar anfangs davon angezogen wurde, doch auch von Allen's breit gefächerten Musikgeschmack begeistert gewesen sei: "Er schien, jemand zu sein, welcher technisch einfach wusste, wie man so Vorstadt-Hiphop erarbeitet, aber er war auch anderen Styles aufgeschlossen. Zu wissen, dass er in viel Bad Boy Records-Zeug aus den 1990er Jahren involviert war, war für uns ganz schön beeindruckend." Die Band tätigte mit Allen ein paar Konferenzanrufe via Skype im Januar 2008 und begann mit den Aufnahmen im "Sweet Tea Recording Studio" in Oxford (Mississippi) am 1. Februar 2008.
Ungestörtheit war während der Aufnahmen höchstes Gebot für die Gruppe und ein signifikanter Faktor, das "Sweet Tea"-Studio zu wählen. Allen: "Während des ganzen Monats, an dem wir am Album arbeiteten, waren bloß ich, mein Assistent und die Band da. Keine Telefone oder Computer... es ist eine kleine Stadt, wir waren im Süden, keiner wusste, wer sie waren. Es war Arbeit nonstop." Das Studio bot auch weitere Vorteile. Dave Portner (Avey Tare) fühlte, dass Sweet Tea das "stimmungsvollste Studio" war, in dem er je gewesen sei: "Es fühlt sich an, als würdest Musik in einem Wohnzimmer machen, welcher bloß zufällig ein Neve 8038-Mischpult im Raum hat." Außerdem gab Weltz an, dass der große Mischraum des Studios für das sample-schwere Album ideal gewesen sei: "Wir wollten den Großteil des Trackings im selben Raum wie der Toningenieur machen." Auf Merriweather Post Pavilion wollte die Band einen Live-Klang auf das Album bannen, so wie auf Strawberry Jam. Dennoch waren die Aufnahmetechniken für die beiden Alben sehr unterschiedlich, so Noah Lennox (Panda Bear): "Wir haben die beiden [Alben] mit total unterschiedlichen Ansätzen gefertigt." Auf Strawberry Jam arbeiteten sie mit einer Gruppen-Atmosphären und nahmen alles gleichzeitig auf, auf Merriweather... trackten sie "praktisch jeden Klang individuell auf einer eigenen Spur, so dass wir jeden Klang beim Mixing komplett kontrollieren konnten".

## Artwork
„Das Bild des Covers auf dieser Seite ist nicht einmal ansatzweise groß genug. Sucht es euch online raus, so groß wie möglich, und starrt es sehr gewissenhaft an! Seht, wie sich der Umfang eurer Sehkraft verschiebt und Wellen wirft, so sehr ihr es auch versucht, das mosaikartige Muster zu fokussieren - geradezu lebendig, so dass es unmöglich wird, das Bild in euren Kopf abzurufen!“

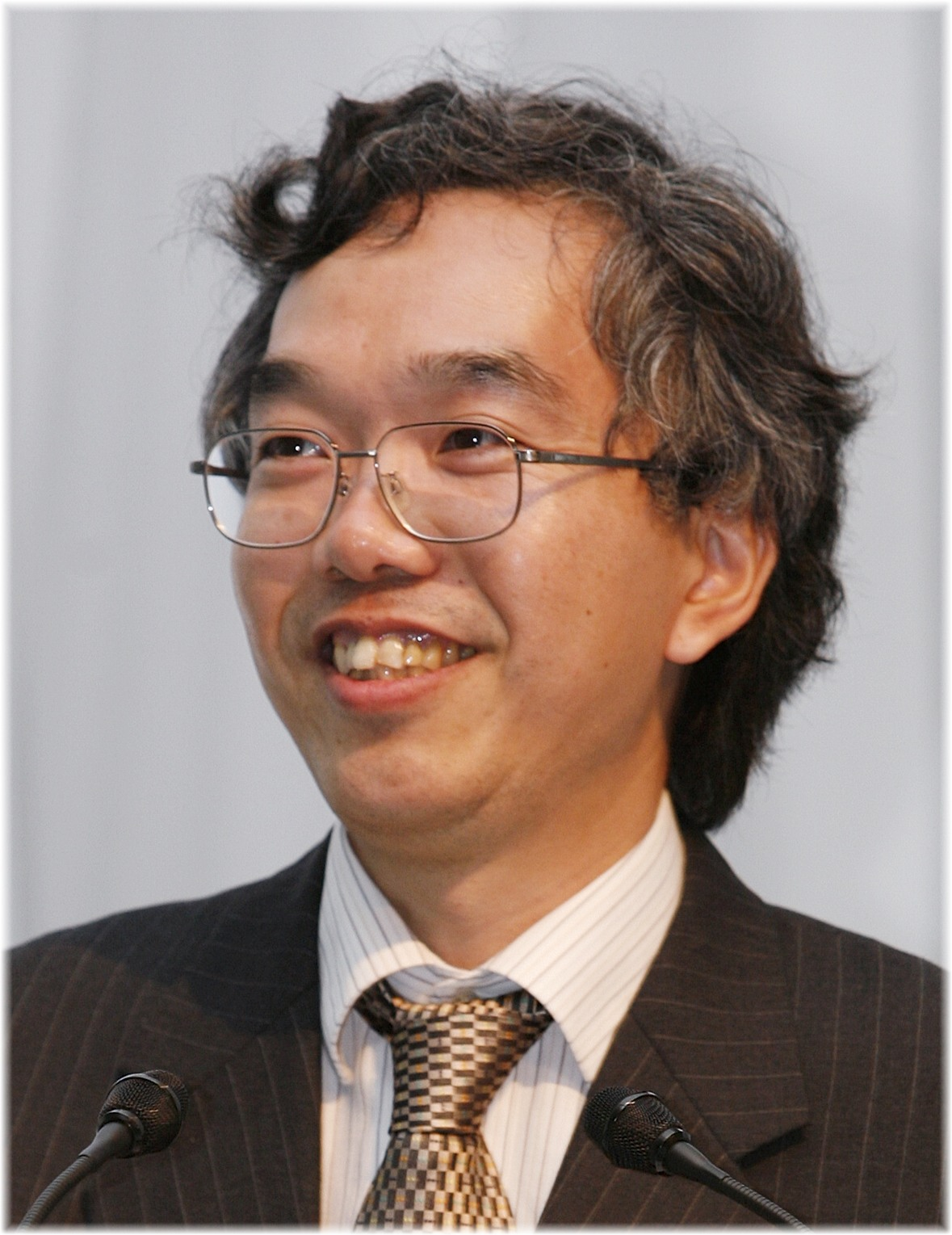
Akiyoshi Kitaoka (hier ein Foto von 2006) schuf optische Illusionen, auf welchen das Cover von Merriweather Post Pavilion basiert.

Die optische Illusion auf dem Cover basiert auf den Arbeiten des japanischen Psychologen Akiyoshi Kitaoka.
Die Download-Couponkarte des Albums enthielt mit der ersten Vinyl-Auflage des Albums eine Erklärung des Albumtitels:

„Merriweather Post Pavilion ist ein Open-Air-Konzertplatz auf einem Platz namens Symphony Woods in Columbia, Maryland. Er wurde in den 1960ern von Frank Gehry entworfen und sie hatten dort seit 1967 Konzerte bis zum heutigen Tag. Wir gingen dort oft auf Konzerte, als wir aufwuchsen und haben prägende Erinnerungen an Zeiten, die wir auf den Grasflächen verbrachten. Für die meiste Zeit, in der wir zusammen gespielt haben, in Animal Collective und den Jahren zuvor, haben wir versucht, Musik zu machen, welche ein grandioses Draußenhören-Erlebnis abgeben würde. Sowohl als Name wie auch Ort repräsentiert Merriweather Post Pavilion dies für uns.“

## Rezeption
Die anfängliche Resonanz der Presse fiel sehr positiv aus. Trotz der Veröffentlichung im Januar priesen es viele Kritiker als eines der besten Alben 2009. Das Slant Magazine gab dem Album fünf von fünf Sternen. Stephen Troussé von Uncut schrieb, dass das Album als eines der "amerikanischen Meilenstein-Alben des bisherigen Jahrhunderts" anzusehen sei. Andrzej Lukowski von Drowned in Sound schrieb: "Ist Merriweather Post Pavilion das einwandfreie Album, welches es sein soll? Alles in allem würde ich sagen, es ist verdammt nah dran." Negative Kritiken waren zwar selten, doch so schrieb Michael Patrick Brady vom Boston Phoenix, dass das Album die "Verspieltheit und Spontanität vermisse, welche so viele Hörer an diese Gruppe band". Er gab dem Album 2,5 von 4 Sternen.
Ende des Jahres 2009 wurde das Album Merriweather Post Pavilion sowohl von Pitchfork Media als auch von Tiny Mix Tapes zum besten Album des Jahres ernannt.

## Titelliste
1. In the Flowers – 5:22
2. My Girls – 5:40
3. Also Frightened – 5:14
4. Summertime Clothes – 4:30
5. Daily Routine – 5:46
6. Bluish – 5:13
7. Guys Eyes – 4:30
8. Taste – 3:53
9. Lion in a Coma (Animal Collective, Lathozi Mpahleni Manquin Madosini) – 4:12
10. No More Runnin – 4:23
11. Brother Sport – 5:59